# Tillières-sur-Avre
Pour les articles homonymes, voir Tillières et Avre.
Pour la commune de Maine-et-Loire, voir Tillières
Tillières-sur-Avre est une commune française située dans le département de l'Eure, en région Normandie.

## Géographie

### Localisation

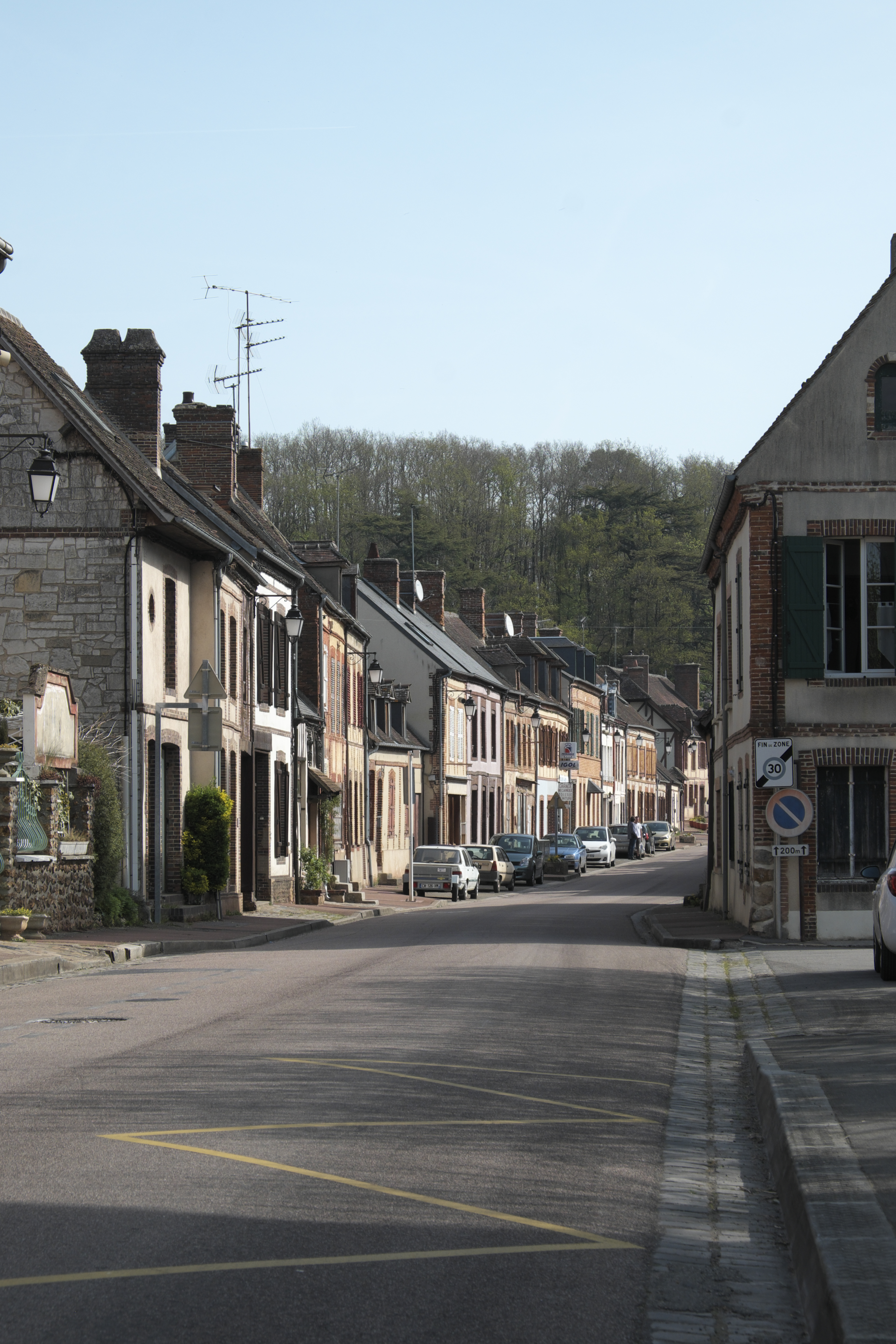
Paysage urbain de la commune.

Tillières-sur-Avre est un village bâti sur un flanc de colline en bordure de l'Avre dans le sud de l'Eure, limitrophe du département d'Eure-et-Loir dont il est séparé par le lit du cours d'eau. Il est situé à 23 km à vol d'oiseau à l'ouest de Dreux, 47 km au nord-ouest de Chartres. 79 km au nord-est d'Alençon et 30 km au sud d'Évreux.
Le village était autrefois traversé par la route nationale 12, aujourd'hui déviée plus au nord du territoire communal. La ligne de Saint-Cyr à Surdon y passe également, mais les trains ne s'y arrêtent plus, et les stations de chemin de fer les plus proches sont les gares de Verneuil-sur-Avre ou de Nonancourt, desservies par des navettes Paris - Argentan (ainsi que quelques navettes Granville - Paris ou Dreux - Granville en semaine).
Le sentier de grande randonnée GR 22, confondu à Tillières avec le sentier de grande randonnée de pays GRP d'Avre et d'Iton passe dans le village.

### Communes limitrophes
Les communes limitrophes sont  Montigny-sur-Avre.

### Hydrographie
La commune est située dans le bassin Seine-Normandie. Elle est drainée par l'Avre, le fossé 01 du Bois Blot et divers autres petits cours d'eau,.
L'Avre, d'une longueur de 80 km, prend sa source dans la commune de Tourouvre au Perche et se jette  dans l'Eure en limite de Montreuil et de Saint-Georges-Motel, après avoir traversé 29 communes. Les caractéristiques hydrologiques de l'Avre sont données par la station hydrologique située sur la commune de Acon. Le débit moyen mensuel est de 2,59 m3/s. Le débit moyen journalier maximum est de 22,4 m3/s, atteint lors de la crue du 13 janvier 1993. Le débit instantané maximal est quant à lui de 24,3 m3/s, atteint le même jour.

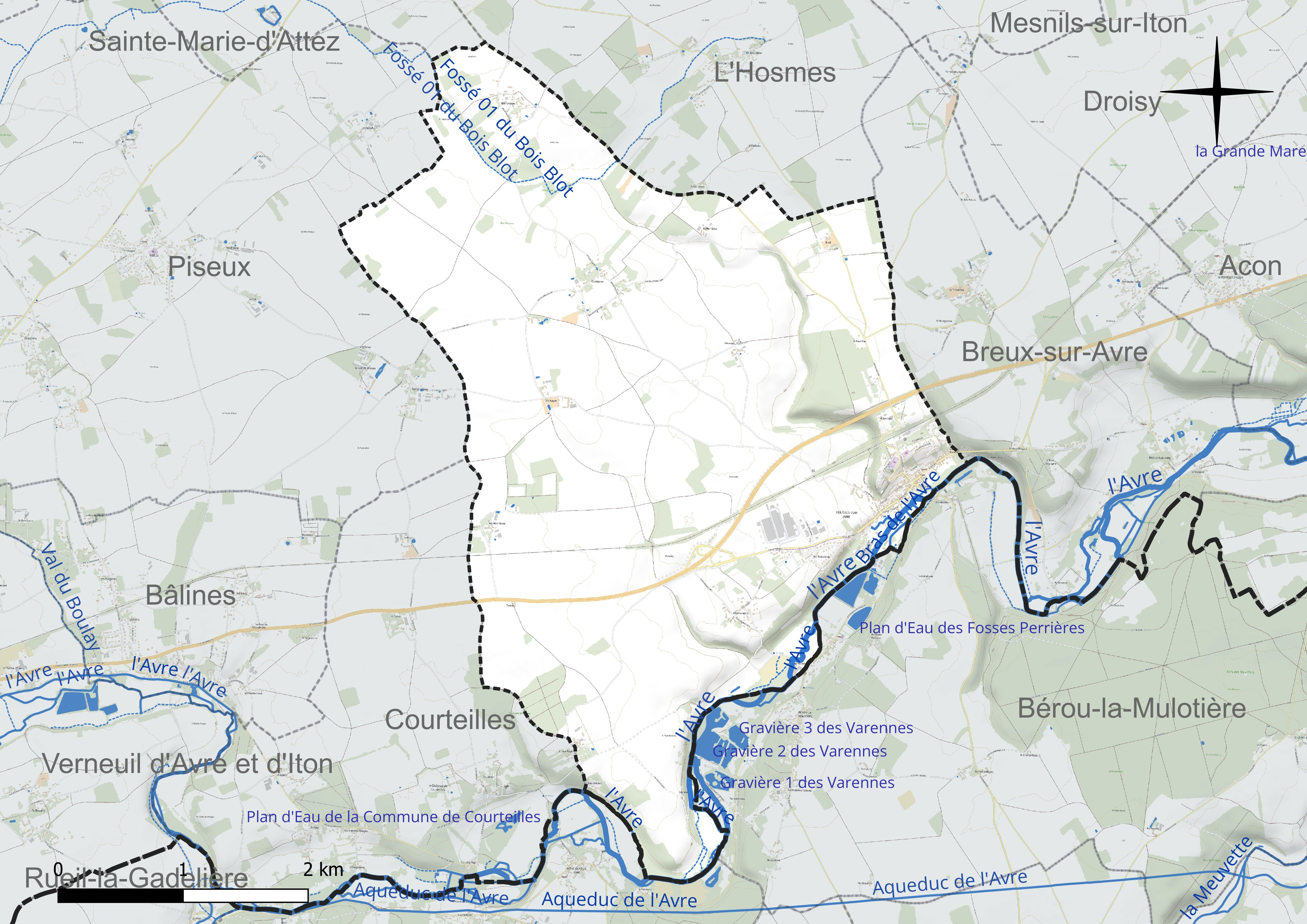
Réseau hydrographique de Tillières-sur-Avre.

### Climat
Pour des articles plus généraux, voir Climat de la Normandie et Climat de l'Eure.
En 2010, le climat de la commune est de type climat océanique dégradé des plaines du Centre et du Nord, selon une étude du CNRS s'appuyant sur une série de données couvrant la période 1971-2000. En 2020, Météo-France publie une typologie des climats de la France métropolitaine dans laquelle la commune est dans une zone de transition entre le climat océanique et le climat océanique altéré et est dans la région climatique Sud-ouest du bassin Parisien, caractérisée par une faible pluviométrie, notamment au printemps (120 à 150 mm) et un hiver froid (3,5 °C). Parallèlement le GIEC normand, un groupe régional d’experts sur le climat, différencie quant à lui, dans une étude de 2020, trois grands types de climats pour la région Normandie, nuancés à une échelle plus fine par les facteurs géographiques locaux. La commune est, selon ce zonage, exposée à un « climat des plateaux abrités », correspondant aux plaines agricoles de l’Eure, avec une pluviométrie beaucoup plus faible que dans la plaine de Caen en raison du double effet d’abri provoqué par les collines du Bocage normand et par celles qui s’étendent sur un axe du Pays d'Auge au Perche.
Pour la période 1971-2000, la température annuelle moyenne est de 10,6 °C, avec une amplitude thermique annuelle de 14,3 °C. Le cumul annuel moyen de précipitations est de 648 mm, avec 11,1 jours de précipitations en janvier et 8,2 jours en juillet. Pour la période 1991-2020, la température moyenne annuelle observée sur la station météorologique la plus proche, située sur la commune de Piseux à 6 km à vol d'oiseau, est de 11,3 °C et le cumul annuel moyen de précipitations est de 676,7 mm,. Pour l'avenir, les paramètres climatiques de la commune estimés pour 2050 selon différents scénarios d’émission de gaz à effet de serre sont consultables sur un site dédié publié par Météo-France en novembre 2022.

### Milieux naturels et biodiversité
La commune abrite le site Natura 2000 des « Cavités de Tillières-sur-Avre ».
Ces cavités, creusées dans la craie, ont été exploitées jusqu'en 1935 pour extraire la marne et comme four à chaux. Elles ont été utilisées comme abri par la population pendant la guerre puis exploitées comme champignonnières avant d’être laissées à l'abandon à la fin des années 1980.
C'est dans ce réseau de cavités qu’hibernent les chauves-souris. Les dernières études ont recensé la présence de plus de 180 individus. Les ouvertures des cavités se trouvent à flanc de falaise. Outre les cavités, le site occupe une superficie de 16 hectares.

## Urbanisme

### Typologie
Au 1er janvier 2024, Tillières-sur-Avre est catégorisée bourg rural, selon la nouvelle grille communale de densité à 7 niveaux définie par l'Insee en 2022.
Elle est située hors unité urbaine et hors attraction des villes,.

### Occupation des sols
L'occupation des sols de la commune, telle qu'elle ressort de la base de données européenne d’occupation biophysique des sols Corine Land Cover (CLC), est marquée par l'importance des territoires agricoles (89,3 % en 2018), une proportion sensiblement équivalente à celle de 1990 (89,9 %). La répartition détaillée en 2018 est la suivante :
terres arables (74,8 %), zones agricoles hétérogènes (10,9 %), forêts (5,6 %), zones urbanisées (5 %), prairies (3,6 %), eaux continentales (0,1 %). L'évolution de l’occupation des sols de la commune et de ses infrastructures peut être observée sur les différentes représentations cartographiques du territoire : la carte de Cassini (XVIIIe siècle), la carte d'état-major (1820-1866) et les cartes ou photos aériennes de l'IGN pour la période actuelle (1950 à aujourd'hui).

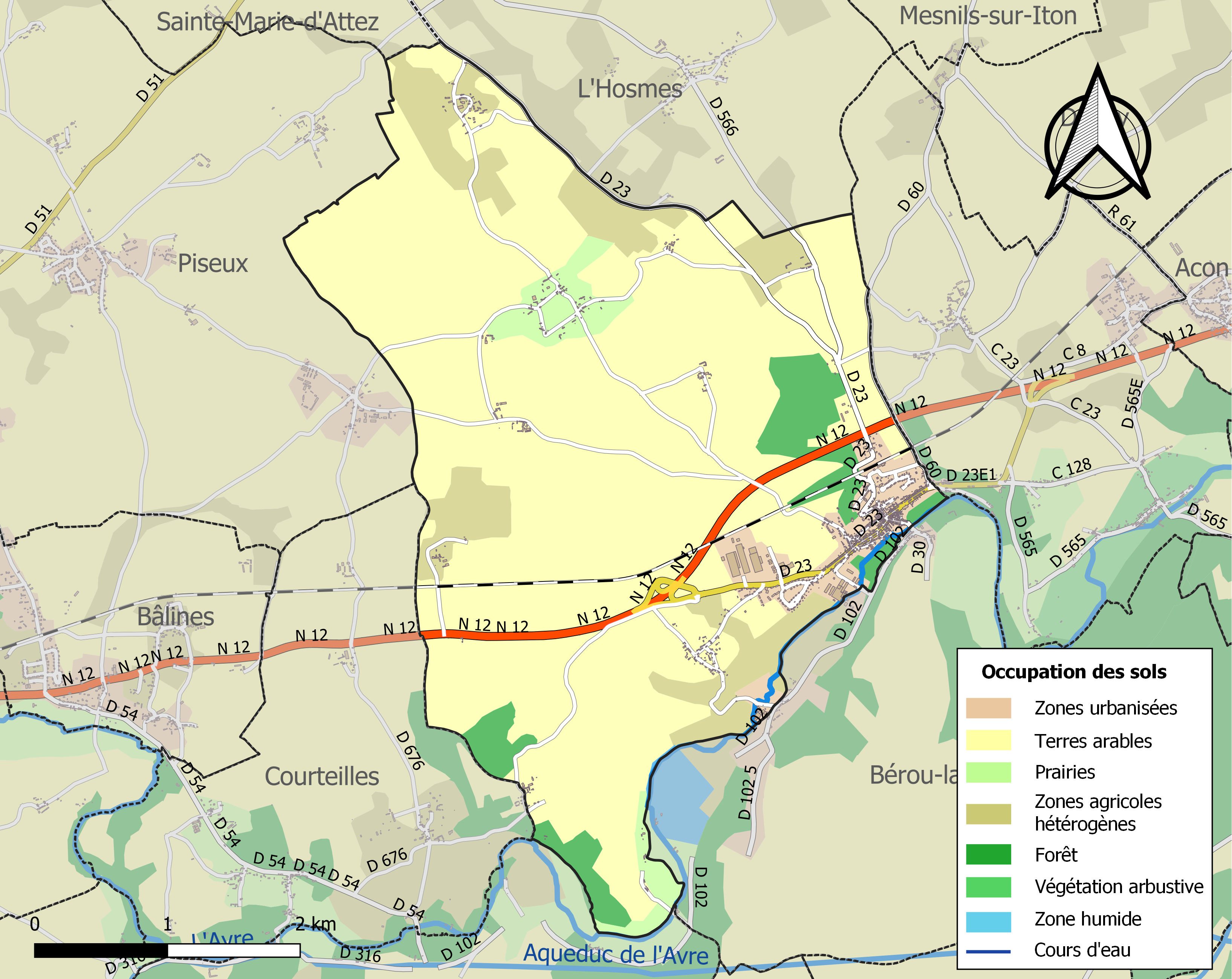
Carte des infrastructures et de l'occupation des sols de la commune en 2018 (CLC).

### Habitat et logement
En 2018, le nombre total de logements dans la commune était de 649, alors qu'il était de 648 en 2013 et de 626 en 2008.
Parmi ces logements, 71,8 % étaient des résidences principales, 7,6 % des résidences secondaires et 20,7 % des logements vacants. Ces logements étaient pour 73 % d'entre eux des maisons individuelles et pour 26,7 % des appartements.
Le tableau ci-dessous présente la typologie des logements à Tillières-sur-Avre en 2018 en comparaison avec celle de l'Eure et de la France entière. Une caractéristique marquante du parc de logements est ainsi une proportion de résidences secondaires et logements occasionnels (7,6 %) supérieure à celle du département (6,3 %) mais inférieure à celle de la France entière (9,7 %). Concernant le statut d'occupation de ces logements, 63,3 % des habitants de la commune sont propriétaires de leur logement (57,1 % en 2013), contre 65,3 % pour l'Eure et 57,5 % pour la France entière.
| Typologie                                               | Tillières-sur-Avre | Eure | France entière |
| ------------------------------------------------------- | ------------------ | ---- | -------------- |
| Résidences principales (en %)                           | 71,8               | 85,4 | 82,1           |
| Résidences secondaires et logements occasionnels (en %) | 7,6                | 6,3  | 9,7            |
| Logements vacants (en %)                                | 20,7               | 8,3  | 8,2            |

## Toponymie
Le nom de la localité est attesté sous les formes Tegulense castrum en 1017 (Orderic Vital), Tegularias en 1033 et 1069, Tilleriæ en 1049 (grand cartulaire de Jumiéges), Teuleriæ en 1109 (grand cart. de Jumièges), Thielleriæ en 1194 (Roger de Hoveden), Tilers en 1202, Tilleriæ en 1231 (cartulaire de Jumiéges), Tileriæ en 1279, Tyllères en 1281 (cart. de St-Père), Tegulariæ, vulgo Tillieres ou Tuillieres en 1557 (Robert Cœnalis), Tuillieres en 1611 (Desrues, Singularitez des principales villes), Tilliers en 1631 (Tassin, Plans et profilz), Tillers en 1691 (titres de Cesseville), Tuilliers en 1708 (Th. Corneille).
Situé sur un point fort élevé de la rive gauche de l'Avre, « un château fut nommé Tillières ou Tuillières, parce qu'il y avait là une tuilerie ». « Cette identification est incontestable, mais on ne saurait s'en autoriser pour la rattacher à l'industrie de la tuile ».
L'Avre traverse la commune.

## Histoire

### Moyen Âge
1017, le duc de Normandie Richard II, grand-père de Guillaume le Conquérant, fait édifier une fortification le long de l'Avre, protégeant la frontière entre son duché et le royaume de France, le long de laquelle s'installe Tillières-sur-Avre.
La ville est l'enjeu de nombreux conflits entre la France et l’Angleterre et devient française sous Philippe Auguste en 1202

### Époque contemporaine
Profitant de l'énergie motrice de la rivière, une forge et un haut fourneau sont créés au début du XIXe siècle puis une tréfilerie, un moulin à papier et quatre tuileries.
Le chemin de fer dessert la commune en 1866 avec la mise en service de la gare de Tillières sur la ligne de Saint-Cyr à Surdon. Cette gare, désormais fermée, n'accueillait pour toute l'année 2015 qu'environ 18 voyageurs.

## Politique et administration
La commune instituée par la Révolution française, absorbe en 1810 celle d'Alincourt.

### Rattachements administratifs et électoraux

#### Rattachements administratifs
La commune se trouve dans l'arrondissement d'Évreux du département de l'Eure.
Après avoir été le chef-lieu d'un fugace canton de Tillières de 1793 à 1801, elle faisait partie depuis cette date du canton de Verneuil-sur-Avre. Dans le cadre du redécoupage cantonal de 2014 en France, cette circonscription administrative territoriale a disparu, et le canton n'est plus qu'une circonscription électorale.

#### Rattachements électoraux
Pour les élections départementales, la commune fait partie depuis 2014 du canton de Verneuil d'Avre et d'Iton
Pour l'élection des députés, elle fait partie de la première circonscription de l'Eure.

### Intercommunalité
Tillières-sur-Avre était membre de la communauté de communes du pays de Verneuil-sur-Avre, un établissement public de coopération intercommunale (EPCI) à fiscalité propre créé fin 1997 et auquel la commune avait transféré un certain nombre de ses compétences, dans les conditions déterminées par le code général des collectivités territoriales.
Dans le cadre des dispositions de la loi portant nouvelle organisation territoriale de la République du 7 août 2015, qui prévoit que les établissements publics de coopération intercommunale (EPCI) à fiscalité propre doivent avoir un minimum de 15 000 habitants, cette intercommunalité a fusionné avec ses voisines pour former, le 1er janvier 2017, la communauté de communes Interco Normandie Sud Eure, dont est désormais membre la commune.

### Liste des maires
| Période                                  | Période                        | Identité               | Étiquette | Qualité |
| ---------------------------------------- | ------------------------------ | ---------------------- | --------- | --- |
| Les données manquantes sont à compléter. |                                |                        |           | |
|                                          |                                |                        |           | |
| vers 1855                                |                                | François Amand Notramy |           | Propriétaire |
|                                          |                                |                        |           | |
| mars 2001                                | mai 2005                       | Gilles Conan           |           | Pharmacien |
| mai 2005                                 | mars 2008                      | Christiane Vasse       |           | |
| mars 2008                                | août 2022                      | Michel François,       | UMP → LR  | Retraité Conseiller départemental de Verneuil d'Avre et d'Iton (2015 → ) Président de l’Union des maires du canton de Verneuil (? → 2022) Démissionnaire |
| août 2022                                | En cours (au 16 décembre 2022) | Fabien Gouttefarde     | REN       | Juriste, cadre de la fonction, publique, officier de réserve Député de l'Eure (2e circ.) (2017 → 2022)                                                   |

### Jumelages
Wendehausen (Allemagne).

## Équipements et services publics

### Enseignement
La commune dispose d'une école maternelle et d'une école primaire.

### Santé
Tillières se dote en 2019 d'une maison médicale à l'initiative de l'intercommunalité,.

### Justice, sécurité, secours et défense
La commune s'est dotée d'un système de vidéosurveillance de l'espace public.

## Population et société

### Démographie
L'évolution du nombre d'habitants est connue à travers les recensements de la population effectués dans la commune depuis 1793. Pour les communes de moins de 10 000 habitants, une enquête de recensement portant sur toute la population est réalisée tous les cinq ans, les populations de référence des années intermédiaires étant quant à elles estimées par interpolation ou extrapolation. Pour la commune, le premier recensement exhaustif entrant dans le cadre du nouveau dispositif a été réalisé en 2006.

En 2022, la commune comptait 1 037 habitants, en évolution de −3,98 % par rapport à 2016 (Eure : −0,25 %, France hors Mayotte : +2,11 %).
| 1793 | 1800 | 1806 | 1821  | 1831  | 1836  | 1841  | 1846  | 1851  |
| ---- | ---- | ---- | ----- | ----- | ----- | ----- | ----- | ----- |
| 925  | 408  | 899  | 1 007 | 1 125 | 1 283 | 1 304 | 1 280 | 1 301 |

| 1856  | 1861  | 1866  | 1872  | 1876  | 1881  | 1886  | 1891  | 1896  |
| ----- | ----- | ----- | ----- | ----- | ----- | ----- | ----- | ----- |
| 1 252 | 1 229 | 1 422 | 1 242 | 1 203 | 1 121 | 1 240 | 1 140 | 1 096 |

| 1901  | 1906  | 1911  | 1921  | 1926  | 1931  | 1936 | 1946  | 1954  |
| ----- | ----- | ----- | ----- | ----- | ----- | ---- | ----- | ----- |
| 1 094 | 1 108 | 1 149 | 1 300 | 1 539 | 1 423 | 954  | 1 307 | 1 310 |

| 1962  | 1968  | 1975  | 1982  | 1990  | 1999  | 2006  | 2011  | 2016  |
| ----- | ----- | ----- | ----- | ----- | ----- | ----- | ----- | ----- |
| 1 164 | 1 163 | 1 267 | 1 174 | 1 185 | 1 179 | 1 211 | 1 131 | 1 080 |

| 2021  | 2022  | - | - | - | - | - | - | - |
| ----- | ----- | - | - | - | - | - | - | - |
| 1 048 | 1 037 | - | - | - | - | - | - | - |

### Manifestations culturelles et festivités
Tillières fête en 2017 le millénaire de sa création.

## Économie
L'entreprise Synova, leader français de la production de polypropylène recyclé, installée depuis 2001 à l’Espace Baron-Lacour, y étend ses capacités de production en 2021 de manière à passer 20 000 tonnes annuelles de polypropylène recyclé mécaniquement à près de 45 000 tonnes, et de 35 à 42 salariés.
Marché hebdomadaire le mardi matin sur la place de l'église.

## Culture locale et patrimoine

### Lieux et monuments
Tillières-sur-Avre est un village pittoresque et typique de la Normandie, doté d'un important patrimoine médiéval, dont on peut signaler :
- Église Saint-Hilaire, classée au titre des monuments historiques en 1862[39]. 
Elle est dotée d'un orgue[21].

L'église paroissiale Saint-Hilaire
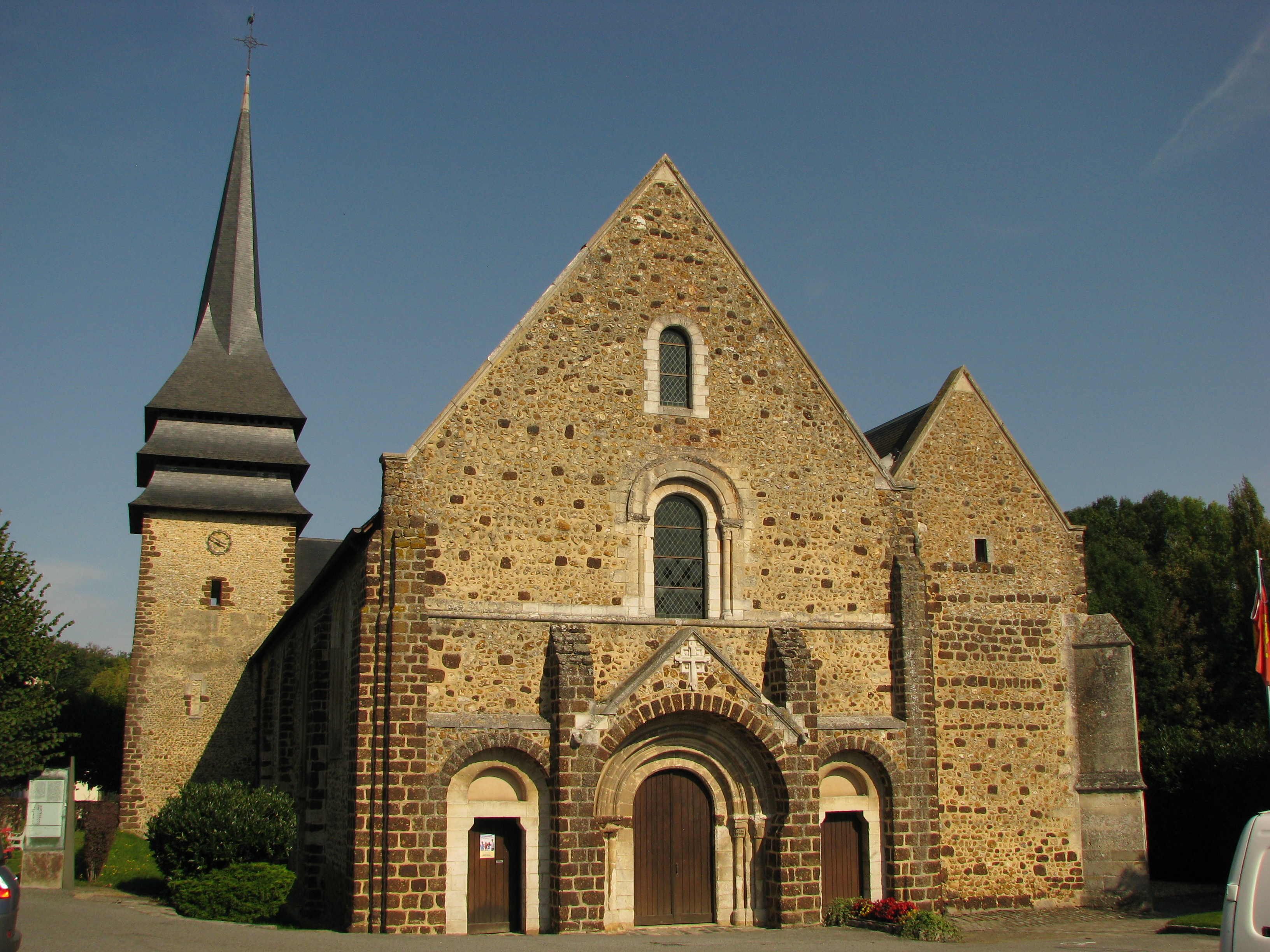
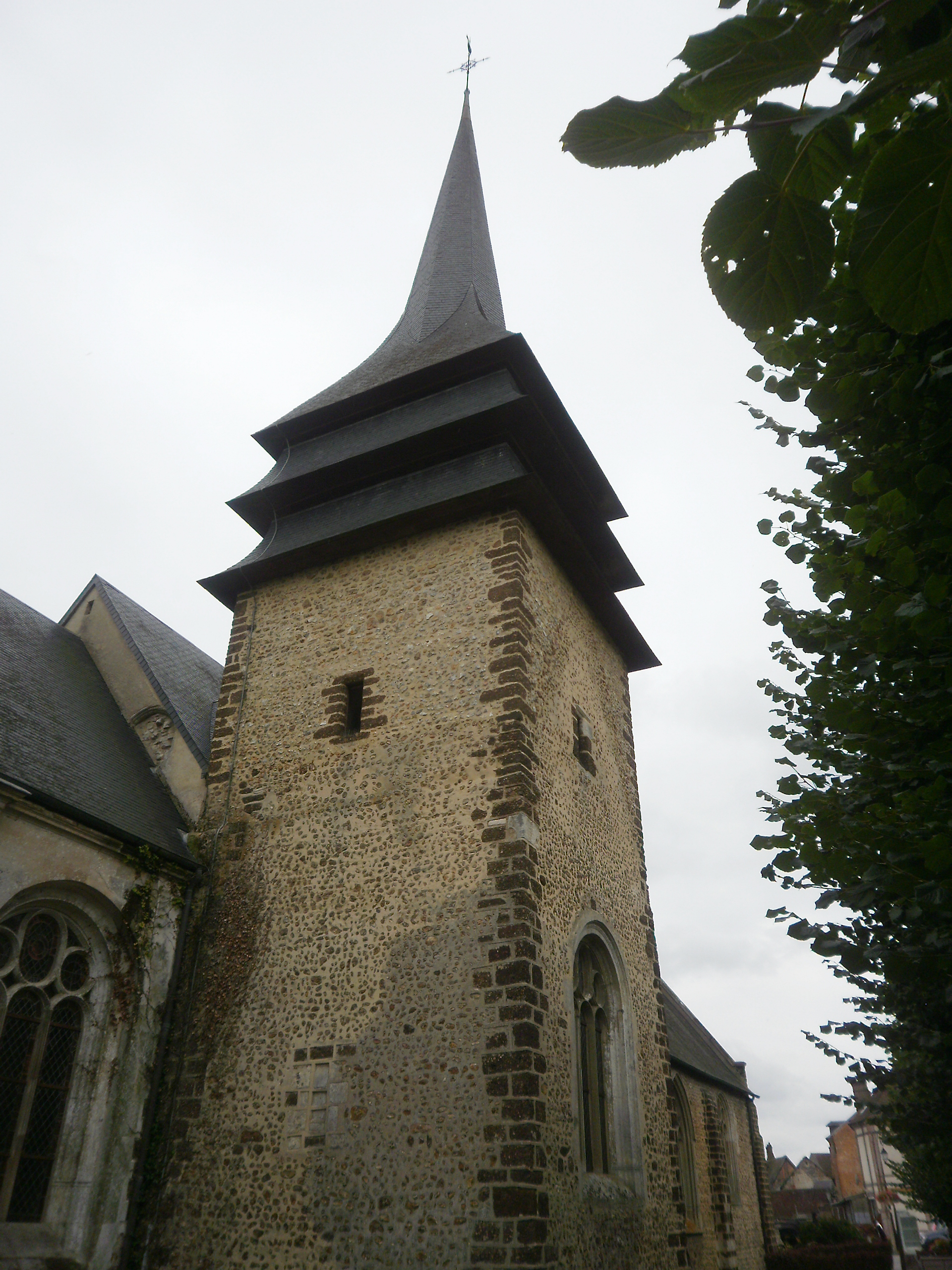
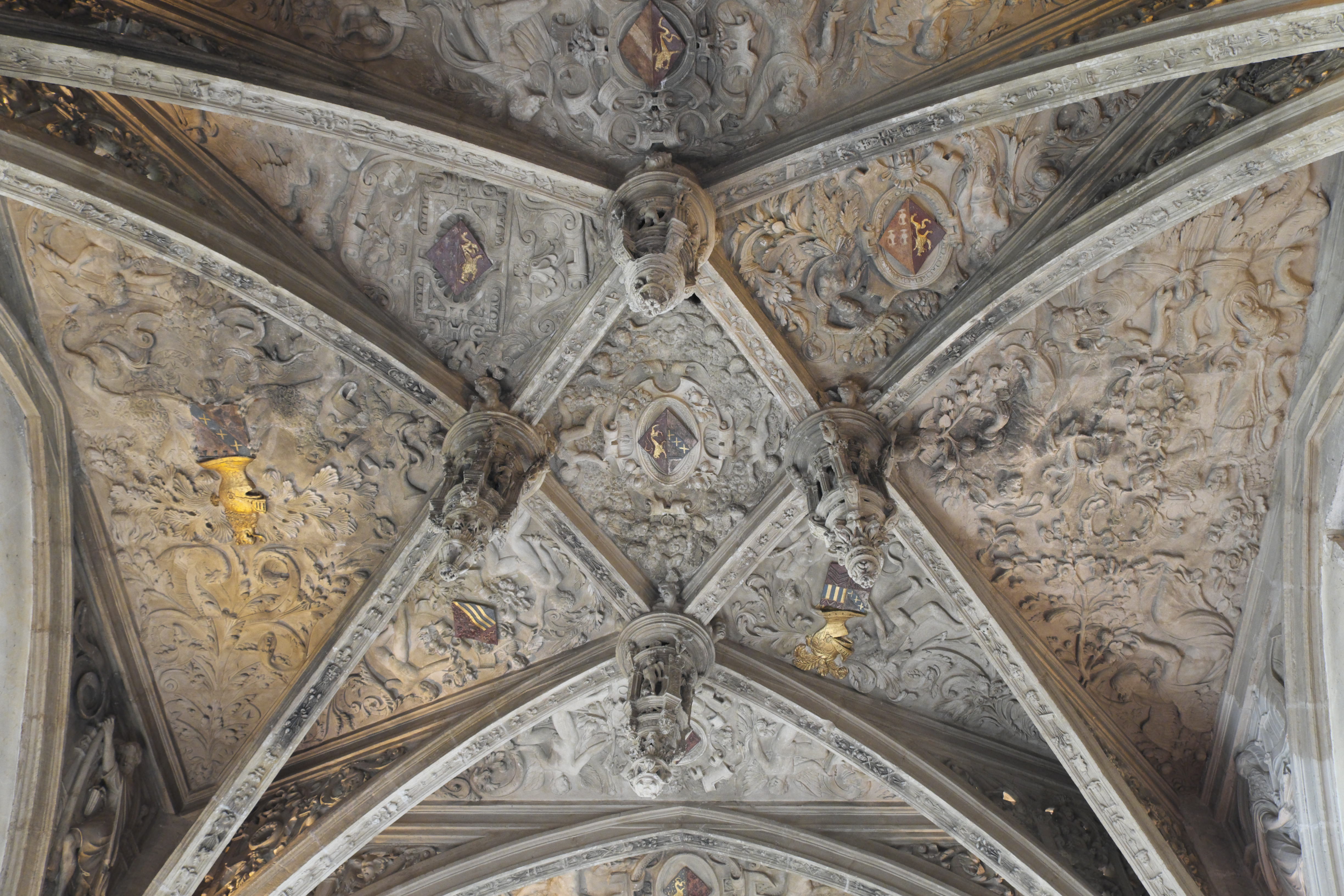
Clés de voûte en pendentifs.
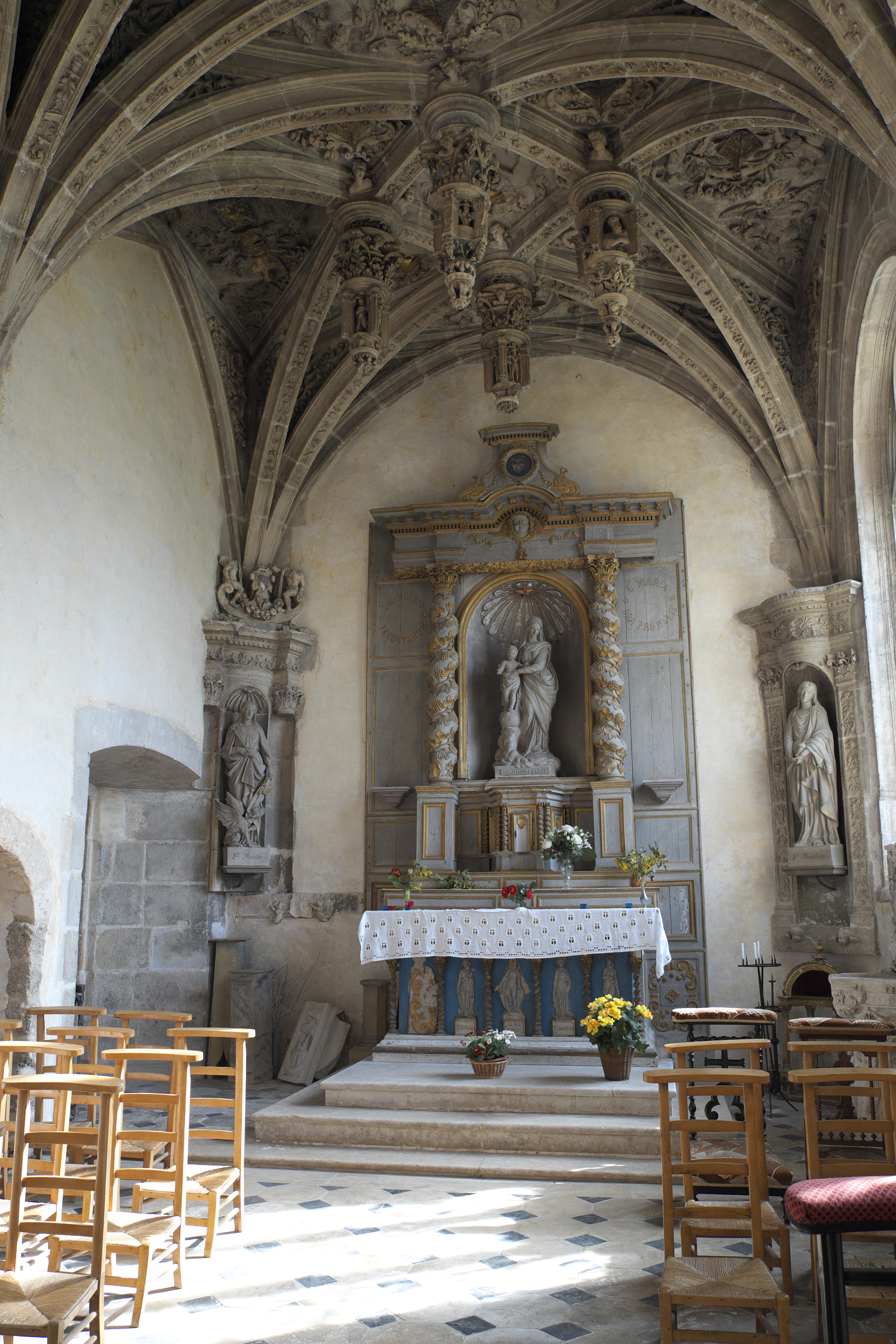
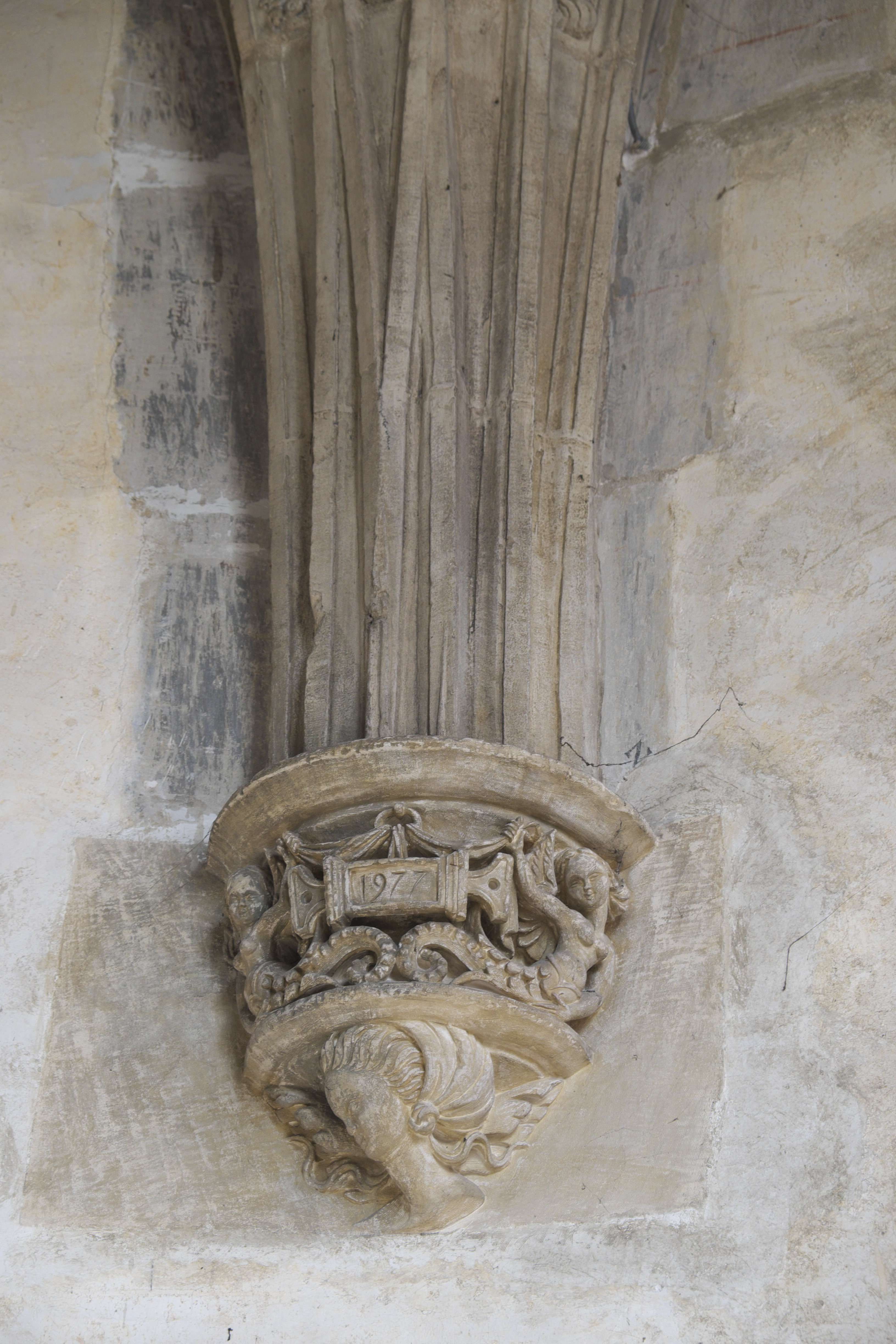
Cul de lampe.
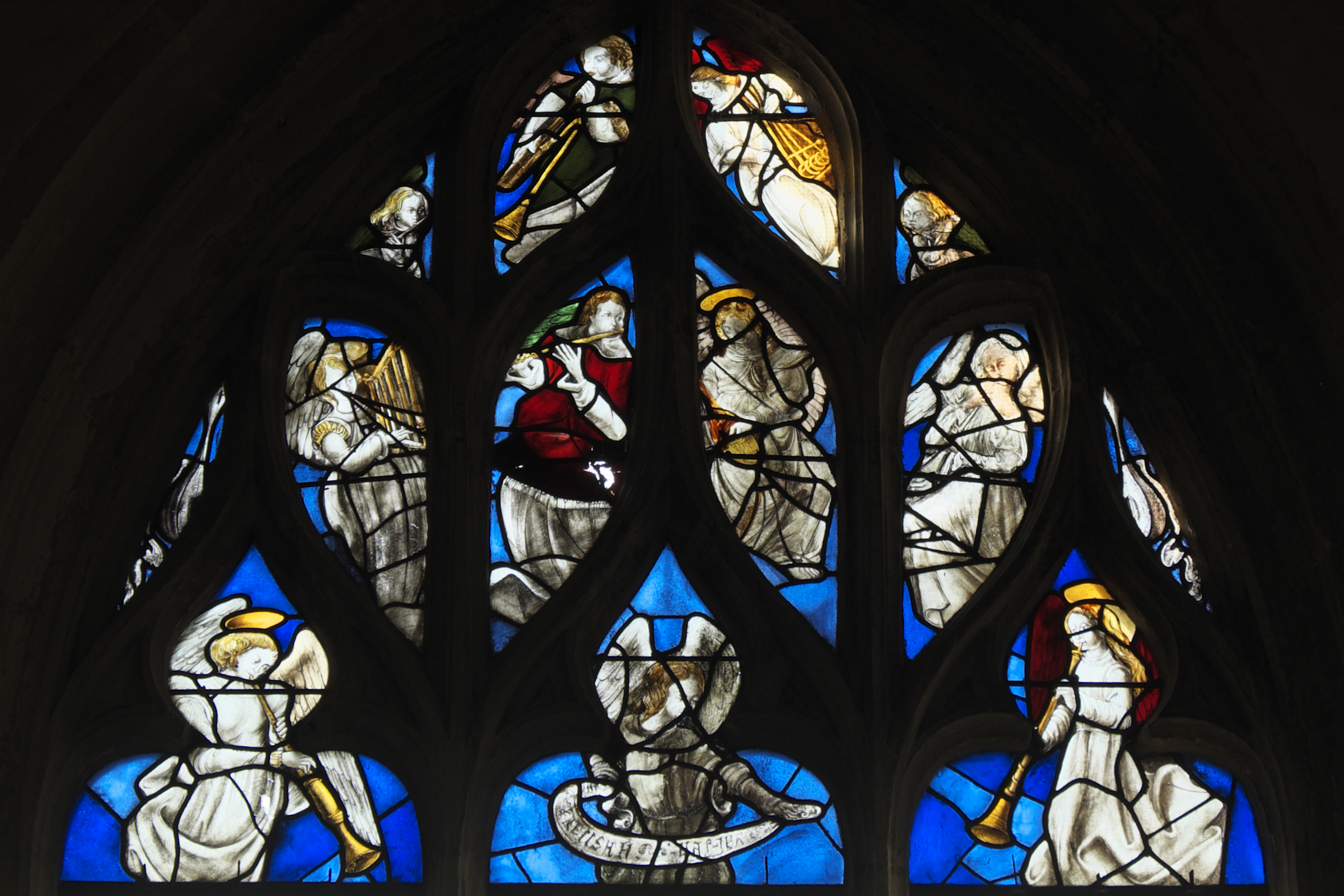

- Ancienne porte fortifiée, du XIe siècle, inscrite au titre des monuments historiques en 1972[40]. Une reproduction au dixième réalisée par François Adeline orne le rond point situé à l’entrée de la commune[21].
- Ancien château, des XIe, XIIe, XVIe et XIXe siècles, inscrit au titre des monuments historiques en 2014[41].
- Ancienne gare de Tillières-sur-Avre, dont le bâtiment voyageurs date de 1866.
- Nombreuses enseignes de commerçants en fer forgé[42].
- Grand cadran solaire à côté de la Mairie[42].
- Circuit historique « Au fil des pierres et de l’eau »[42].
- Circuit nature « Le bord de l’eau, labeur de l’eau »[42].

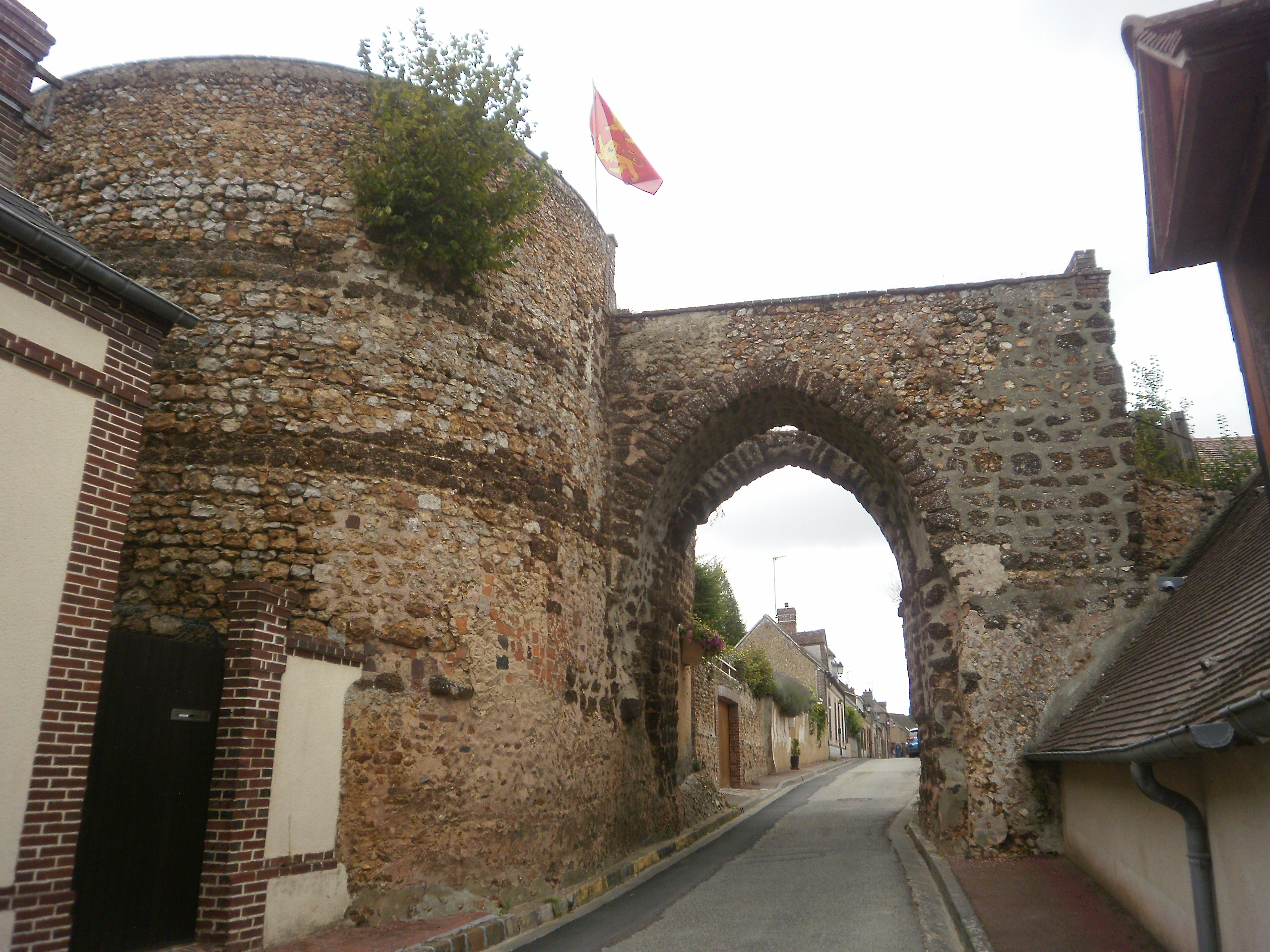
L'ancienne porte fortifiée.
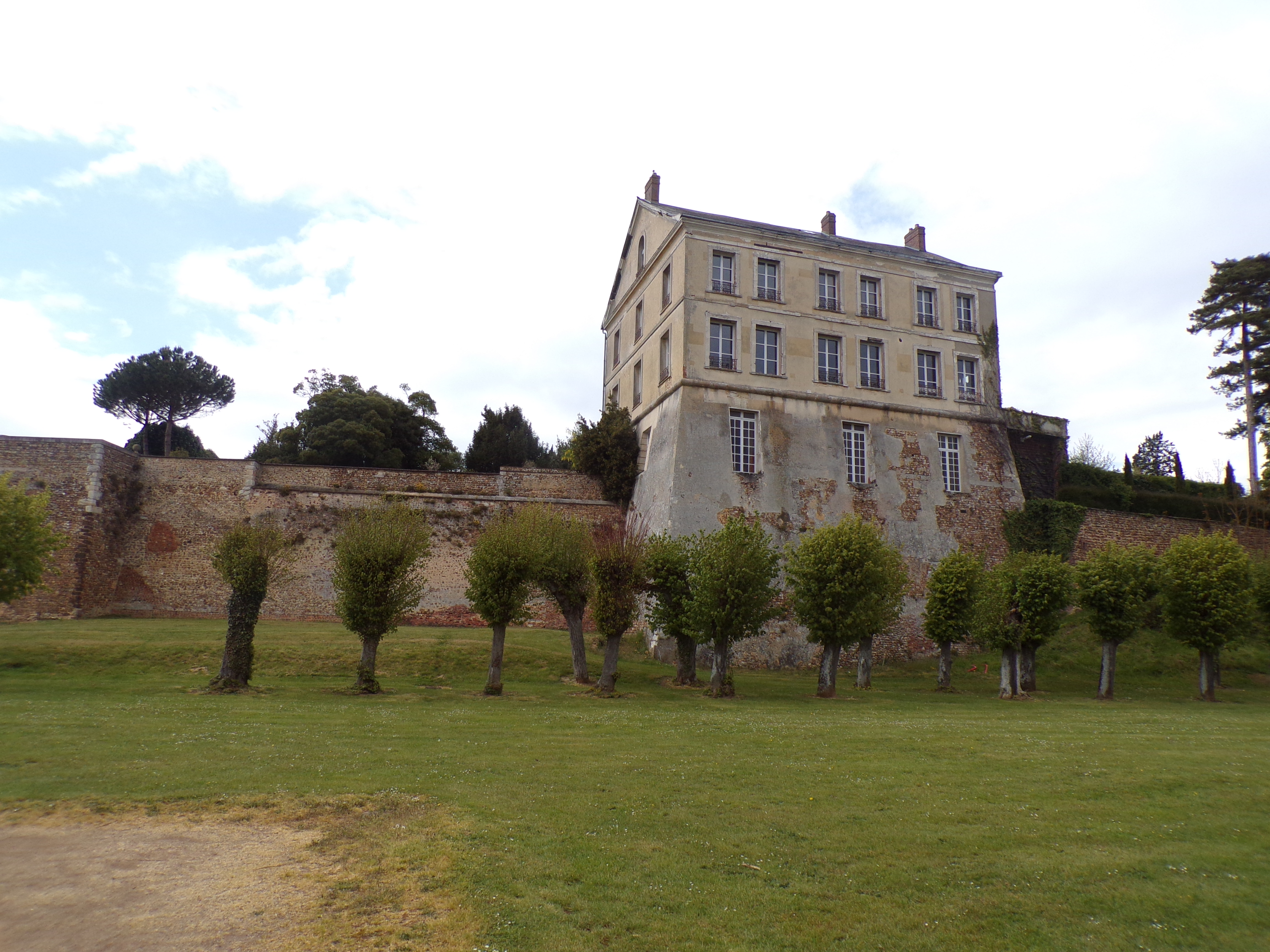
L'ancien château
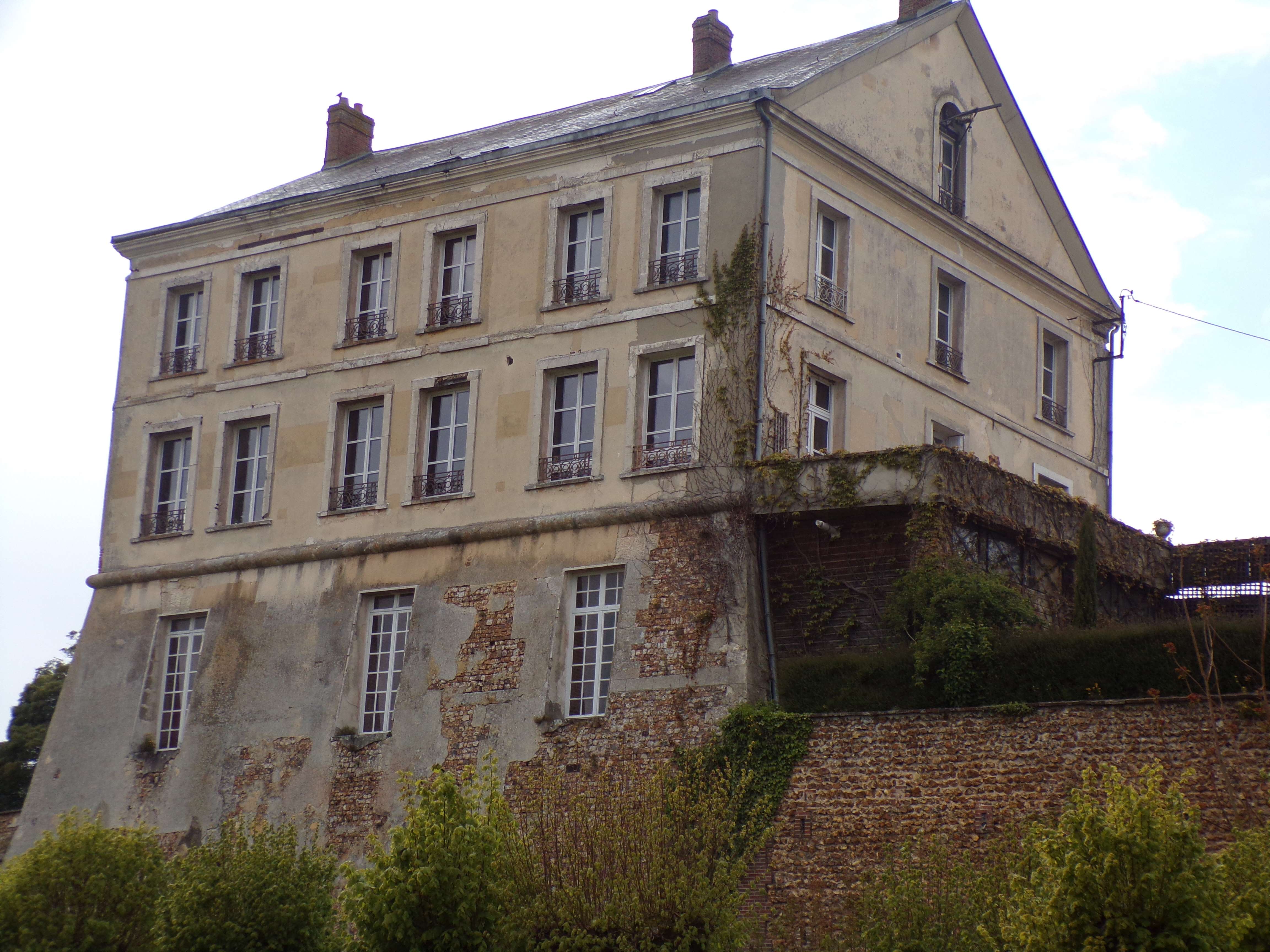
Détail de l'ancien château.

On peut également signaler les sites naturels de la commune :
- Le terrain communal dit « Grand Parterre » avec ses 133 tilleuls  Site classé (1942)[43].
- Le terrain en contrebas du « Grand Parterre »  Site inscrit (1942)[44].

### Personnalités liées à la commune
- Famille Le Veneur de Tillières, seigneurs de Tillières du début du XVe siècle à la Révolution française ;
- Alexis Le Veneur de Tillières (1746-1833), général et homme politique français ;
- Jacques Du Lorens (1580 à Tillières-sur-Avre - 1655), poète satirique ;
- Maurice Boitel (1919 à Tillières-sur-Avre - 2007), peintre.

### Héraldique
| Blason de Tillières-sur-Avre | Blason  | D'argent à la bande d'azur chargée de trois billettes d'or, posées à plomb et accompagnée de deux lions de gueules, celui de la pointe contourné. |
| Blason de Tillières-sur-Avre | Détails | Le statut officiel du blason reste à déterminer.                                                                                                  |

## Pour approfondir